# 東和温泉
東和温泉（とうわおんせん）は、岩手県花巻市東和町に位置する温泉である。

## 泉質
- 単純温泉（低張性中性高温泉）
  - 源泉温度43℃
  - PH8.0

主な成分として、カルシウムイオン23mg。炭酸水素イオン143mgなどが含まれている。

## 温泉地
日帰り入浴施設「日高見の霊湯 東和温泉」が存在する。日帰り入浴施設の設備は、レストラン・大広間・売店などがある。
東和温泉そのものには宿泊施設は備わっていないが、すぐ隣に渡り廊下でつながった、盛岡ターミナルビルが運営するホテルフォルクローロ花巻東和がある。このホテルに泊まると、温泉の入浴料は無料になる。
近隣には釜石自動車道東和IC・道の駅とうわ・岩手県立東和病院などがある。

## 歴史
元来、北上山系には温泉は出ないといわれていたが、ふるさと創生事業による各自治体への1億円の交付金で東和町の中心部に程近い場所に温泉を掘り当て、北上山系初の温泉となった。

## アクセス

### 鉄道利用
- JR釜石線 土沢駅から徒歩で約13分。タクシーで約3分。
- 東北新幹線 新花巻駅からタクシーで10分。バスでは岩手県交通晴山行き、土沢中町で下車徒歩で8分。

### 高速バス利用
仙台方面
- 岩手県交通および宮城交通（宮城交通便は運休中）の、仙台 - 釜石間では、道の駅とうわで下車。

関東方面
- 岩手県交通、池袋 - 大槌間に乗車し、道の駅とうわで下車。

### 自家用車利用
- 釜石自動車道東和ICが最寄り